# Nanana
Nanana (słow.: Lep poletni dan) – utwór słoweńskiej wokalistki Karmen Stavec, napisany przez nią samą we współpracy z Martinem Štibernikiem, nagrany i wydany w 2003 roku, umieszczony na trzecim albumie artystki pt. Karmen.

## Historia utworu

### Wykonania na żywo:EMA 2003, Konkurs Piosenki Eurowizji 2003
W lutym 2003 roku słoweńskojęzyczna wersja utworu („Lep poletni dan”) wygrała finał krajowych eliminacji eurowizyjnych EMA 2003, kwalifikując się do udziału w nim spośród 88 propozycji nadesłanych do siedziby nadawcy. W pierwszej rundzie eliminacji po zsumowaniu wyników głosowania telewidzów i jurorów (zachowanych w stosunku 50:50) utwór zajmował drugie miejsce, w drugim etapie natomiast wygrał, zdobywając 26 714 głosów telewidzów. Singel został tym samym propozycją reprezentującą Słowenię podczas 48. Konkursu Piosenki Eurowizji. Po koncercie finałowym Stavec nagrała anglojęzyczną wersję singla („Nanana”), którą zaprezentowała 24 maja podczas finału imprezy. Piosenka zdobyła łącznie 7 punktów, zajmując 23. miejsce w finałowym rankingu. Podczas występu wokalistce towarzyszył czteroosobowy chórek.

## Lista utworów
CD Single
1. „Nanana”
2. „Lep poletni dan”
3. „Upside Down”
4. „Še in še”
5. „Ostani tu”